# 广西罗伞
广西罗伞（学名：Brassaiopsis kwangsiensis）是五加科罗伞属的植物，是中国的特有植物。分布在中国大陆的贵州、广西等地，生长于海拔400米至1,300米的地区，多生长于疏林及干燥山谷中，目前尚未由人工引种栽培。